# وانگ جی هه
وانگ جی هه (کره‌ای: 왕지혜؛ انگلیسی: Wang Ji-Hye؛ زادهٔ ۲۹ دسامبر ۱۹۸۵) بازیگر اهل کره جنوبی است که بیشتر به خاطر ایفای نقش در مجموعه‌های تلویزیونی مراقب رئیس باش، دوست، افسانه ما، رئیس‌جمهور و ذائقه شخصی شناخته می‌شود.